# Edmund Hoppe
Edmund Hoppe (* 25. Februar 1854 in Burgdorf; † 12. August 1928 in Göttingen) war ein deutscher Historiker der Mathematik und der Naturwissenschaften.

## Leben und Werk
Edmund Hoppe war der Sohn des lutherischen Pfarrers Heinrich Louis Hoppe (* 1818; † 1903) in Elstorf bei Buxtehude und dessen Ehefrau Philippine Theodore Amalie Charlotte Quensell (1827–1905). Sein Bruder Theodor (1852–1932) wurde Generalsuperintendent in Hannover.
Er studierte 1873 bis 1877 Naturwissenschaften in Leipzig und Göttingen, wo er 1877 promoviert wurde und dann zunächst Assistent von Eduard Riecke am physikalischen Institut war. 1877 bis 1896 war er Gymnasiallehrer für Physik und Mathematik an der Gelehrtenschule des Johanneums in Hamburg, ab 1894 als Professor. 1896 bis 1919 war er am Hamburger Wilhelm-Gymnasium. Danach zog er nach Göttingen, wo er ab 1919 Dozent für Geschichte der exakten Wissenschaften war.
Hoppe befasste sich mit der Geschichte der Naturwissenschaften und Mathematik. Unter anderem arbeitete er über Heron von Alexandria und die Geschichte der Optik. Seine Physikgeschichte gilt neben der Physikgeschichte von Ferdinand Rosenberger (1845–1899) zu den älteren deutschen Standardwerken. Er verfasste auch Bücher über die Beziehung der Naturwissenschaften zur Religion.
Er ist nicht mit dem Mathematiker und Herausgeber des Grunert-Archivs Ernst Reinhold Eduard Hoppe (1816–1900) zu verwechseln.

## Schriften
- Mathematik und Astronomie im klassischen Altertum, 1911
- Geschichte der Elektrizität, Leipzig 1884
- Geschichte der Optik, Leipzig 1926, Neudruck Wiesbaden 1967
- Geschichte der Physik, Braunschweig 1926
- Unser Wissen vom Werden der Welt, Bielefeld 1908
- Glauben und Wissen, Bertelsmann, Gütersloh, 2. Auflage 1922
- Natur und Offenbarung, Hannover, 2. Auflage 1904
- Die Philosophie Leonhard Eulers, Gotha 1904
- Geschichte der Infinitesimalrechnung bis Leibniz und Newton, Jahresbericht der Deutschen Mathematiker-Vereinigung, Bd. 37, 1928, S. 148–186
- Die Verdienste Eulers um die Optik,  Jahresbericht der Deutschen Mathematiker-Vereinigung, Bd. 16, 1907, S. 558–566